# تسیگچیک
تسیگچیک (به انگلیسی: Tsiigehtchic) یک منطقهٔ مسکونی در کانادا است که در قلمروهای شمال غرب واقع شده‌است. تسیگچیک ۱۴۳ نفر جمعیت دارد و ۶ متر بالاتر از سطح دریا واقع شده‌است.